# Château d'Hennemont
La maison de notable dite château d'Hennemont, située dans le département des Yvelines, a été construite en 1907 pour le pharmacien Henri Cannone, inventeur de la pastille Valda, au tout début du XXe siècle. Sur son emplacement se trouvait à l'origine un prieuré médiéval, détruit par le Prince Noir (Édouard Plantagenêt) au début de la Guerre de Cent ans. 
Le château fait partie du lycée international de Saint-Germain-en-Laye depuis 1951. Il est une propriété publique.

## Localisation
Le château occupe le plus haut point de la région. Il est situé entre la forêt de Mareil-Marly au nord-ouest et la forêt de Saint-Germain-en-Laye au nord-est.
Il est équipé d'une sirène qui sonne tous les premiers mercredis du mois pour vérifier si elle fonctionne.

## Architecture
Le château présente un mélange de styles architecturaux : il est néo-gothique, néo-classique, néo-renaissance avec des éléments de l'architecture médiévale.
Les toits sont de différents types : à longs pans, à flèche carrée, à flèche conique et à flèche en maçonnerie.

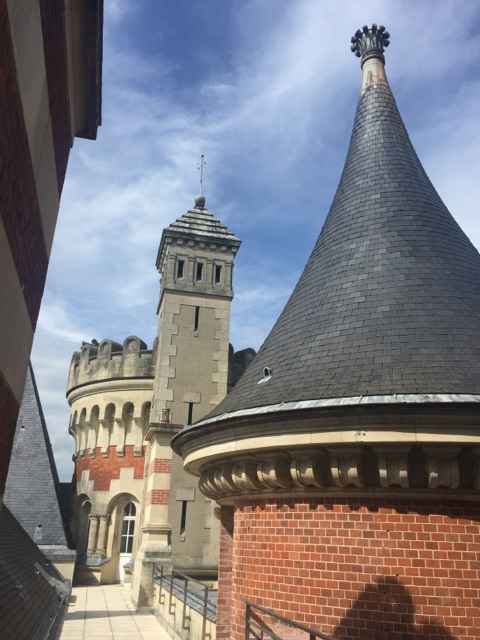
Chemin de ronde de la maison de notable dite Château d'Hennemont

Une des cheminées s'est écroulée sur le balcon en dessous pendant la tempête de 1999. Elle a été restaurée en 2014 ainsi que le balcon. 
La façade du château est bicolore: elle est en brique et en pierre de calcaire. Elle présente une influence médiévale. Il y a deux tours d'escalier.La principale,  inspirée d'un donjon, est décorée d'une frise de fleurs et de fruits, de style néo-classique. Des créneaux la couronnent, et on y voit un faux mâchicoulis.
Par ailleurs, le château a un chemin de ronde qui ne fait pas le tour complet du château. Depuis ce chemin de ronde, La vue est à 180°, du nord-est au sud-est. Sur le côté est, on peut voir le Mont Valérien, la tour Eiffel et la Défense, et au nord-est,la forêt de Saint-Germain-en-Laye. Le chemin de ronde est lié aux deux tours d'escalier.

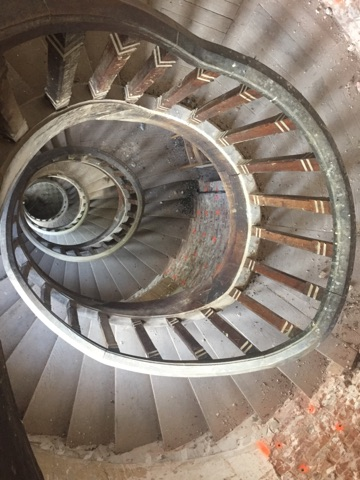
Escaliers en bois, en vis à jour, la maison de notable dite Château d'Hennemont

La façade nord, qui donne sur le jardin, présente un style beaucoup plus classique.
L'escalier d'honneur est un escalier en vis à jour à noyau creux, en maçonnerie. Il paraît directement inspiré de celui de Chambord qui a été dessiné par Léonard de Vinci.
La salle gothique, dite aussi salle néo-gothique, a un style qui se voit souvent dans les maisons bourgeoises contemporaines. L'emplacement de cette salle dans le château et son caractère intimiste laisse à penser qu'il s'agissait d'un cabinet ou d'un salon privé. La salle est ouverte sur le jardin par deux doubles portes. La cheminée est décorée en bois et est le point fort de cette salle. La décoration y est de style gothique flamboyant. La hotte présente un médaillon sur bois de style florentin.
Le château d'Hennemont est probablement le seul monument construit par l'architecte Duchampt, jeune architecte décédé à 25 ans pendant la Première Guerre mondiale.
Il a appartenu dans l'entre-deux-guerres au maharaja Tukojirao Holkar III (en), et à son fils Yeshwant Rao Holkar II. Il donne des fêtes dans son jardin, mises en lumières par l'ingénieur Fernand Jacopozzi.
Dans les mois qui ont suivi le débarquement du 6 juin 1944, il a été utilisé comme quartier général du Allied Naval Commander-in-Chief Expeditionary Force (ANCXF).